# Sonate pour violoncelle seul (Kodály)
Pour les articles homonymes, voir Sonate pour violoncelle.
La sonate pour violoncelle seul opus 8 de Zoltán Kodály est une œuvre composée en 1915. Elle est dédiée à Jenö Kerpely, violoncelliste qui la créa le 7 mai 1918.

## Structure
1. Allegro maestoso ma appassionato (~ 8 min 30 s)
2. Adagio (con grand'espressione) (~ 11 min 30 s)
3. Allegro molto vivace (~ 11 min)

Sur une forme de sonate classique, elle repose sur la tonalité de si mineur. Cette partition ne requérant qu'un violoncelle invente de nouvelles manières de jouer de cet instrument, à cordes frottées, pincées, mais aussi à percussion. Le violoncelle imite ainsi plusieurs autres instruments : harpe, cornemuse, tambour, tárogató, cymbalum, ensemble tzigane jouant un Verbunkos.
Cette œuvre est réputée pour sa grande difficulté.

## Analyse
Une importante particularité de cette sonate est la scordatura en si, fa , ré, la
(le violoncelle doit être accordé différemment de la normale). Cet accord permet d'obtenir, sur les trois cordes basses, un accord parfait de si mineur (si, fa , ré) et ainsi au compositeur de disposer des moyens de développer de véritables pédales ou ostinatos, par arpèges, bariolages, pizzicatos de la main gauche, quelle que soit la position de la main gauche, en particulier sur la tonique ou la dominante du ton principal (si mineur).

## Discographie sélective
- Pierre Fournier en 1959 (Praga).
- János Starker en 1970 (Delos).
- Paul Tortelier en 1977 (EMI).
- Miklós Perényi (Hungaroton)
- Yuli Turovsky en 1984 (Chandos).
- Pieter Wispelwey en 1992 (Globe) et 2007 (Chandos).
- Maria Kliegel en 1994 (Naxos).
- Frans Helmerson en 1994 (BIS).
- Lluis Claret (Harmonia Mundi).
- Valérie Aimard en 1996 (Agon)
- Jean-Guihen Queyras en 2000 (Harmonia Mundi).
- Tatiana Vassilieva en 2005 (Universal Music)
- Xavier Phillips en 2006 (Harmonia Mundi)
- Natalie Clein en 2009 (Hyperion Records).